# 大麻博物館
大麻博物館（たいまはくぶつかん, Cannabis Museum）は、栃木県那須郡那須町に所在する布素材としての大麻普及を目的とした私立博物館である。
かつて栃木県の名産品であり、2016年末現在でも8割の国産シェアがある麻を知ってもらうために、2001年に那須町に開館した。館長は栃木県大田原市生まれの高安淳一（1963年 - ）。

## 館長
- 初代 : 高安淳一

館長の高安は、幼少期に読んだ絵本と母親の話から繊維としての大麻に興味をもち、写真館を営む本業の傍ら、大麻について研究していた。
大麻博物館として著書に『大麻という農作物 日本人の営みを支えてきた植物とその危機』『麻の葉模様 麻の葉模様 なぜ、このデザインは八〇〇年もの間、日本人の感性に訴え続けているのか?』『日本人のための大麻の教科書 「古くて新しい農作物」の再発見』。